# NGC 2071
NGC 2071 is een reflectienevel in het sterrenbeeld Orion. Het hemelobject werd op 1 januari 1786 ontdekt door de Duits-Britse astronoom William Herschel.  De nevel maakt deel uit van het Orioncomplex.

## Synoniemen
- LBN 938